# Sơn Án
Sơn Án (chữ Hán: 山案; tiếng Latinh: Mensa, nghĩa là 'cái bàn') là một chòm sao mờ nằm gần thiên cực nam. Đây là một trong 18 chòm sao được nhà thiên văn học người Pháp Nicolas-Louis de Lacaille đề xuất vào thế kỷ 18 và là một trong 88 chòm sao được Liên đoàn Thiên văn Quốc tế (IAU) công nhận. Tên Latinh của Sơn Án có nghĩa là 'cái bàn', mặc dù ban đầu chòm sao này đại diện cho núi Bàn và được gọi là Mons Mensae. Chòm sao này bao phủ một khu vực có hình đá đỉnh vòm với diện tích 153,5 độ vuông. Nếu không tính chòm sao Nam Cực thì đây là chòm sao gần thiên cực nam nhất, vốn chỉ có thể quan sát được từ phía nam vĩ tuyến 5°B.
Là một trong những chòm sao mờ nhất trên bầu trời đêm, Sơn Án không có sao sáng nào – sao sáng nhất trong chòm sao này là Alpha Mensae nhưng hầu như không thể quan sát thấy trên bầu trời ngoại ô. Chòm sao này có chứa một chuẩn tinh và một số cụm sao cùng với một phần Đám mây Magellan Lớn. Ít nhất sáu hệ sao trong Sơn Án đã xác nhận là được ngoại hành tinh quay quanh.

## Lịch sử
Ban đầu được gọi là Montagne de la Table hoặc Mons Mensae, Sơn Án được Nicolas-Louis de Lacaille vẽ ra từ những ngôi sao mờ ở Nam Bán cầu. Sơn Án đại diện cho núi Bàn, một ngọn núi ở Nam Phi nhìn ra Cape Town, gần vị trí đài thiên văn của Lacaille. Lacaille nói rằng Đám mây Magellan đôi khi được gọi là Đám mây Cape (Cape Clouds), và núi Bàn thường bị mây bao phủ khi có gió bão hướng đông nam thổi qua, do đó ông đã vẽ ra một chiếc "bàn" ("table") trên bầu trời dưới những đám mây (dưới Đám mây Magellan Lớn). Ông cũng đã quan sát và lập danh mục cho gần 10.000 ngôi sao trên bầu trời bán cầu nam cũng như đề xuất 14 chòm sao mới – vốn không thể quan sát được từ châu Âu – trong thời gian hai năm ở Mũi Hảo Vọng. Tất cả các chòm sao do ông đề xuất (trừ chòm sao Sơn Án) đều mang hình ảnh các dụng cụ khoa học tượng trưng cho Thời kỳ Khai Sáng. Nhà thiên văn học John Herschel đã đề xuất rút gọn tên của Sơn Án thành chỉ còn một từ vào năm 1844 dựa trên chính cách viết tắt của Lacaille.
Mặc dù Sơn Án không xuất hiện trong bất kỳ thần thoại hay câu chuyện cổ đại nào, nhưng núi Bàn lại có gắn với một số câu chuyện thần thoại. Trong tiếng Afrikaans, núi Bàn được gọi là Tafelberg. Gần núi Bàn có hai ngọn núi được gọi là Devil's Peak (Ngọn đỉnh của quỷ) và Lion's Head (Đầu sư tử). Núi Bàn xuất hiện trong những câu chuyện liên quan đến Mũi Hảo Vọng, nơi nổi tiếng với những cơn bão.

## Đặc điểm
Sơn Án giáp với chòm sao Kiếm Ngư ở phía bắc, Thủy Xà ở phía tây bắc và tây, Nam Cực ở phía nam, Yển Diên ở phía đông và Phi Ngư ở phía đông bắc. Sơn Án có diện tích 153,5 độ vuông, chiếm 0,372% bầu trời. Đây là chòm sao có diện tích lớn thứ 75 trong số 88 chòm sao hiện đại.
Vào năm 1922, Liên đoàn Thiên văn Quốc tế thông qua tên viết tắt gồm ba chữ cái của Sơn Án là "Men". Giới hạn chính thức của Sơn Án, do nhà thiên văn học người Bỉ Eugène Joseph Delporte đưa ra vào năm 1930, được xác định bởi một đa giác 8 cạnh (được minh họa ở hộp thông tin). Trong hệ tọa độ xích đạo, xích kinh của giới hạn này nằm trong khoảng từ 03h 12m 55,9008s đến 07h 36m 51,5289s, trong khi xích vĩ nằm trong khoảng từ −69,75° đến −85,26°. Toàn bộ chòm sao này có thể quan sát được từ phía nam vĩ tuyến 5°B.

## Thiên thể đáng chú ý

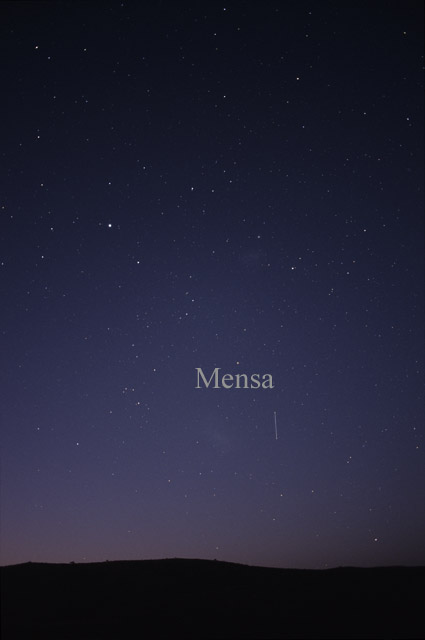
Chòm sao Sơn Án nhìn bằng mắt thường trên bầu trời đêm.

### Sao
Lacaille đã đặt định danh Bayer cho 11 ngôi sao trong chòm sao Sơn Án, từ Alpha đến Lambda (không có Kappa). Benjamin Apthorp Gould sau đó tiếp tục đặt định danh Bayer cho 5 ngôi sao nữa trong chòm sao này, từ Kappa đến Pi (không có Lambda và Omicron). Những ngôi sao mờ cỡ này thường không được đặt định danh Bayer, tuy nhiên, Gould cảm thấy các sao này khá "gần gũi" với thiên cực nam nên ông đã đặt định danh cho chúng. Alpha Mensae là sao sáng nhất trong Sơn Án với cấp sao biểu kiến là 5,09, khiến Sơn Án trở thành chòm sao duy nhất không có sao nào có cấp sao nhỏ hơn 5,0 (cấp sao càng nhỏ thì sao càng sáng và ngược lại). Có 22 ngôi sao trong Sơn Án có cấp sao biểu kiến nhỏ hơn hoặc bằng 6,5, theo lý thuyết là một trong những thiên thể mờ nhất có thể quan sát bằng mắt thường trên bầu trời đêm.

#### Sao sáng
Alpha Mensae là một sao kiểu Mặt Trời cách Trái Đất 33,32 ± 0,02 năm ánh sáng với quang phổ G7 V. Ngôi sao này từng chỉ cách Trái Đất 11 năm ánh sáng và sáng hơn đáng kể với cấp sao 2. Các nhà thiên văn học đã phát hiện ra một lượng bức xạ hồng ngoại dư (infrared excess) xung quanh ngôi sao này, cho thấy có thể quanh ngôi sao là một đĩa vòng quanh sao với bán kính trên 147 đơn vị thiên văn (AU). Nhiệt độ ước tính của đĩa bụi này là dưới 22 K. Tuy nhiên, dữ liệu từ Kính thiên văn không gian Herschel (Herschel Space Observatory) đã không xác nhận lượng bức xạ hồng ngoại dư này, khiến phát hiện trên bị nghi ngờ. Các nhà thiên văn chưa phát hiện ra hành tinh đồng hành nào xung quanh Alpha Mensae. Trong hệ Alpha Mensae có một sao lùn đỏ đồng hành ở khoảng cách góc (angular separation) khoảng 3,05 giây cung; tương đương với khoảng cách dự kiến tối thiểu (projected separation) khoảng 30 AU.
Gamma Mensae là sao sáng thứ hai trong chòm sao Sơn Án với cấp sao 5,19. Đây là một ngôi sao già với độ tuổi khoảng 10,6 tỷ năm và khối lượng gấp 1,04 lần khối lượng Mặt Trời, và cách Trái Đất 104,9 ± 0,5 năm ánh sáng. Gamma Mensae đang giãn nở trở thành một sao khổng lồ cam với bán kính gấp khoảng 5 lần bán kính Mặt Trời và quang phổ K2 III.
Beta Mensae là một sao khổng lồ vàng với cấp sao 5,31, quang phổ G8 III và độ tuổi khoảng 270 triệu năm. Cách Trái Đất 660 ± 10 năm ánh sáng, ngôi sao này nặng gấp khoảng 3,6 lần và sáng gấp 513 lần Mặt Trời. Khi quan sát từ Trái Đất, Beta Mensae nằm trong Đám mây Magellan Lớn.
Giống như Alpa Mensae, Zeta và Eta Mensae cũng có một lượng bức xạ hồng ngoại dư nhất định cho thấy có thể quanh hai ngôi sao này là đĩa vòng quanh sao. Zeta Mensae là một sao khổng lồ trắng già có quang phổ A5 III cách Trái Đất khoảng 394 ± 4 năm ánh sáng. Eta Mensae là một sao khổng lồ cam có quang phổ K4 III cách Trái Đất 650 ± 10 năm ánh sáng.

#### Sao biến quang

Các sao thành viên trong một hệ sao đôi che khuất có mặt phẳng quỹ đạo gần nhau khi quan sát từ Trái Đất, do đó có thể gây ra hiện tượng các sao thành viên trong hệ che khuất nhau, hoặc ít nhất là ngôi sao lớn hơn che khuất ngôi sao nhỏ hơn.

TZ Mensae là một hệ sao đôi che khuất có cấp sao thay đổi từ 6,2 đến 6,9 sau mỗi 8,57 ngày. Trong hệ TZ Mensae là hai sao dãy chính loại A có quỹ đạo gần nhau, một sao có quang phổ A0 V với bán kính gấp đôi bán kính Mặt Trời và nặng gấp 2,5 lần Mặt Trời; một sao có quang phổ A8 V với bán kính gấp 1,4 lần và nặng gấp 1,5 lần Mặt Trời.
Tương tự TZ Mensae, UX và TY Mensae cũng là các hệ sao đôi che khuất. UX Mensae là một hệ sao cách Trái Đất 338,2 ± 0,9 năm ánh sáng và gồm hai ngôi sao trẻ có khối lượng gấp khoảng 1,2 lần khối lượng Mặt Trời, độ tuổi là 2,2 ± 0,5 tỷ năm và quay quanh nhau với chu kỳ quỹ đạo là 4,19 ngày. TY Mensae là một hệ sao thuộc lớp sao biến quang W Ursae Majoris gồm hai sao thành viên với quỹ đạo gần nhau, gần đến mức chúng có chung một lớp vật chất sao, với ngôi sao lớn hơn có khối lượng gấp 1,86 lần, đường kính gấp 1,85 lần và độ sáng gấp 13,6 lần Mặt Trời, trong khi ngôi sao nhỏ hơn có khối lượng gấp 0,4 lần, đường kính gấp 0,84 lần và độ sáng gấp 1,7 lần Mặt Trời. Nhiệt độ bề mặt ước tính của hai ngôi sao này lần lượt là 8.164 và 7.183 K.
YY Mensae là một sao khổng lồ cam có quang phổ K1 III với khối lượng gấp 2,2 lần, đường kính gấp 12,7 lần và độ sáng gấp 70 lần Mặt Trời. Ngôi sao này có chu kỳ tự quay ngắn, khoảng 9,5 ngày. Đây là một sao biến quang FK Comae Berenices – một lớp sao biến quang mà các sao trong lớp được cho là hình thành từ sự hợp nhất của hai ngôi sao trong một hệ sao đôi tiếp xúc (contact binary) – và cũng là nguồn phát tia X mạnh. YY Mensae cách Trái Đất 707 ± 6 năm ánh sáng và có cấp sao biểu kiến là 8,05.
AH Mensae là một sao biến quang biến động lớn (cataclysmic variable star) gồm một sao lùn trắng và một sao lùn đỏ quay quanh nhau với chu kỳ quỹ đạo là khoảng 2 giờ 57 phút. Hai sao thành viên này quay quanh nhau đủ gần để sao lùn trắng hút vật chất và bồi tụ khối lượng từ sao đồng hành, tạo ra một đĩa bồi tụ có khả năng kích hoạt phản ứng định kỳ khiến hệ sáng lên. TU Mensae cũng là một sao biến quang biến động lớn gồm một sao lùn trắng và sao lùn đỏ quay quanh nhau với chu kỳ quỹ đạo là khoảng 2 giờ 49 phút, tương đối dài khi so với các hệ sao biến quang biến động lớn khác mà có các siêu phong (superhump). Các vụ bùng phát (outburst) thông thường thường dẫn đến sự gia tăng độ sáng kéo dài khoảng một ngày sau mỗi 37 ngày, trong khi các siêu phong dẫn đến sự gia tăng độ sáng kéo dài 5–20 ngày sau mỗi 194 ngày.
AO Mensae là một sao biến quang BY Draconis – một lớp sao biến quang mà các sao trong lớp có các vết sao đủ lớn để gây ra những thay đổi về độ sáng của các sao đó khi quay – mờ có cấp sao 9,8 gồm một sao lùn cam có kích thước và khối lượng bằng 80% Mặt Trời. AO Mensae là một thành viên của nhóm sao di chuyển Beta Pictoris (Beta Pictoris moving group), một liên kết lỏng lẻo giữa các ngôi sao trẻ di chuyển khắp thiên hà.

#### Sao với ngoại hành tinh
HD 38283 (còn gọi là Bubup) là một sao giống Mặt Trời có quang phổ F9,5 V, cấp sao 6,7 và cách Trái Đất 124,3±0,1 năm ánh sáng. Vào năm 2011, các nhà nghiên cứu thiên văn đã áp dụng phương pháp vận tốc xuyên tâm (radial velocity) để khám phá ra một hành tinh khí khổng lồ với định danh HD 38283 b. Hành tinh này có chu kỳ quỹ đạo là 363 ngày và khối lượng tối thiểu bằng {\displaystyle {\frac {1}{3}}} khối lượng Sao Mộc.
HD 39194 là một sao lùn cam có quang phổ K0 V và cấp sao 8,08 cách Trái Đất 86,21±0,09 năm ánh sáng. Vào năm 2011, Thiết bị tìm kiếm hành tinh theo vận tốc xuyên tâm với độ chính xác cao (High Accuracy Radial Velocity Planet Searcher, HARPS) đã phát hiện ra ba hành tinh có quỹ đạo gần sao chủ. Ba hành tinh này có khối lượng tối thiểu lần lượt là gấp 3,72, 5,94 và 5,14 khối lượng Trái Đất, và mất lần lượt 5,6, 14 và 34 ngày để hoàn thành một vòng quỹ đạo quanh ngôi sao chủ.
HD 42936 là một hệ sao đôi gồm một sao dãy chính loại K và một sao lùn loại L cách Trái Đất 153 năm ánh sáng (47 parsec). Năm 2019, các nhà thiên văn đã sử dụng phương pháp vận tốc xuyên tâm để phát hiện ra một hành tinh siêu Trái Đất quay quanh HD 42936 A có chu kỳ quỹ đạo là 6,6732+0,0011
−00003 ngày và khối lượng bằng ≥2,22+0,50
−0,28 khối lượng Trái Đất.
TOI-157 là một sao đã hơi tiến hóa thành sao gần mức khổng lồ có quang phổ G cách Trái Đất 355,683+2,848
−2,804 parsec (khoảng 1.160 năm ánh sáng). TOI-157 b (TIC 140691463) là một Sao Mộc nóng điển hình quay quanh TOI-157 với chu kỳ quỹ đạo là 2,08 ngày. Hành tinh này được các nhà thiên văn khám phá năm 2020 thông qua phương pháp quá cảnh (transit). TOI-157 b có khối lượng 1,18±0,13 MJ và bán kính 1,29±0,02 RJ.
TOI-163 là một sao loại F cách Trái Đất 411,719+8,163
−7,857 parsec (khoảng 1.342,85 năm ánh sáng). Năm 2019, các nhà thiên văn đã áp dụng phương pháp quá cảnh để khám phá ra một Sao Mộc nóng quay quanh TOI-163 với định danh TOI-163 b. Hành tinh này có chu kỳ quỹ đạo là 4,231306+0,000063
−0,000057 ngày, khối lượng 1,219±0,11 MJ và bán kính 1,478+0,022
−0,029 RJ.
Pi Mensae là một sao kiểu Mặt Trời có quang phổ G1 cách Trái Đất 59,62 ± 0,07 năm ánh sáng. Năm 2001, một thiên thể đồng hành mà có khả năng là một phó sao được phát hiện với quỹ đạo lệch tâm. Kết hợp với dữ liệu của Hipparcos có độ chính xác cao hơn, các nhà thiên văn học ước tính khối lượng của thiên thể này trong khoảng từ 10,27 đến 29,9 lần khối lượng Sao Mộc. Điều này khiến các nhà thiên văn học cho rằng thiên thể này là một phó sao với khối lượng tối đa nằm trong phạm vi sao lùn nâu. Vào ngày 16 tháng 9 năm 2018, Vệ tinh khảo sát ngoại hành tinh quá cảnh (Transiting Exoplanet Survey Satellite, TESS) đã phát hiện ra phó sao đồng hành thứ hai – một siêu Trái Đất – với chu kỳ quỹ đạo là 6,27 ngày. Đây là phát hiện đầu tiên về ngoại hành tinh của TESS được xuất bản.

#### Các sao khác
WISE 0535−7500 là một hệ sao đôi gồm hai sao dưới lùn nâu (sub-brown dwarf) có quang phổ ≥Y1 cách Trái Đất 47 ± 3 năm ánh sáng. Chúng được cho là có khối lượng tương tự nhau – gấp 8 đến 20 lần khối lượng Sao Mộc – và cách nhau ít hơn một AU.

### Thiên thể bầu trời sâu

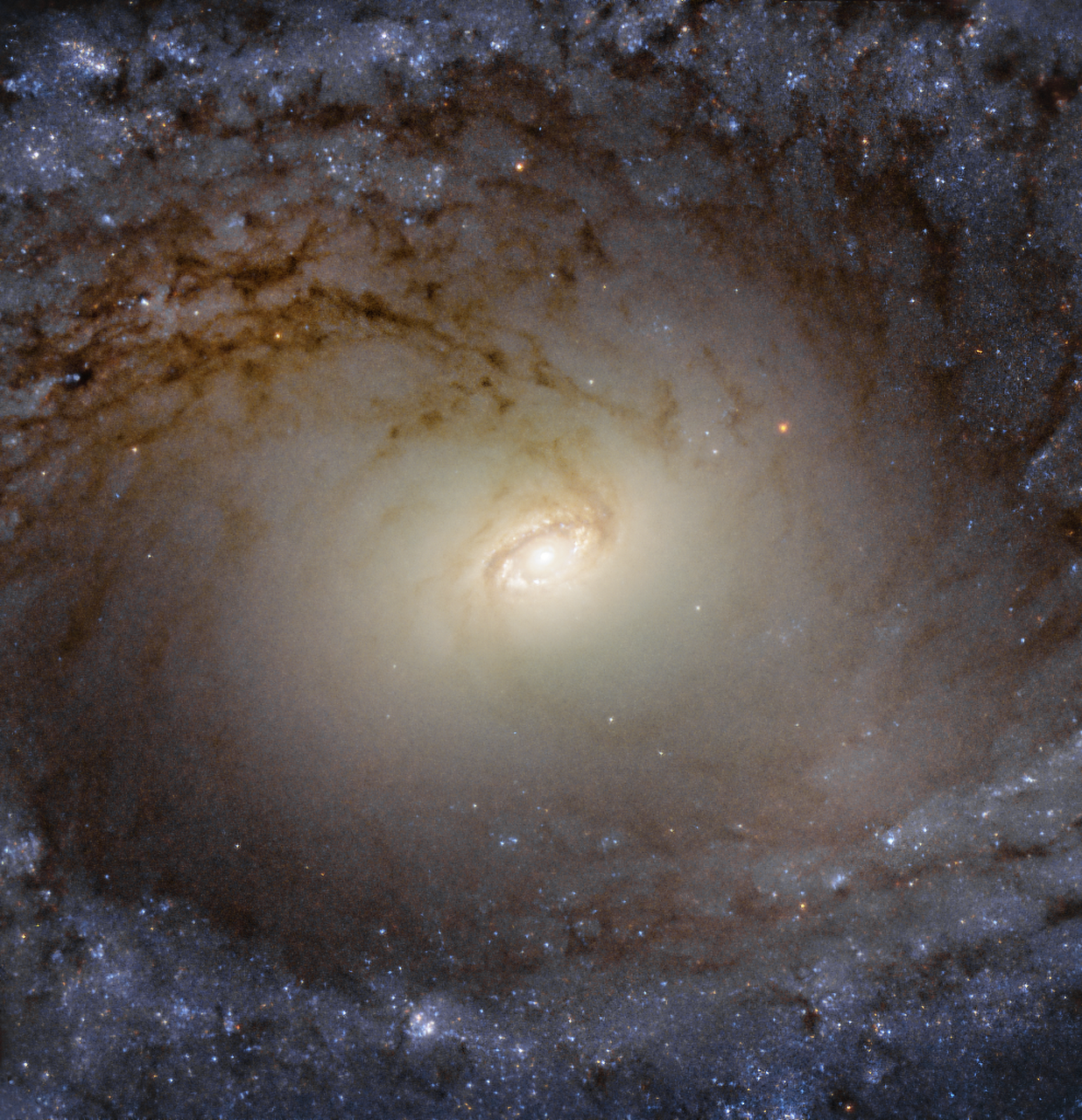
Hình ảnh chụp IC 2051, một thiên hà xoắn ốc nằm trong chòm sao Sơn Án, bởi Kính viễn vọng không gian Hubble.

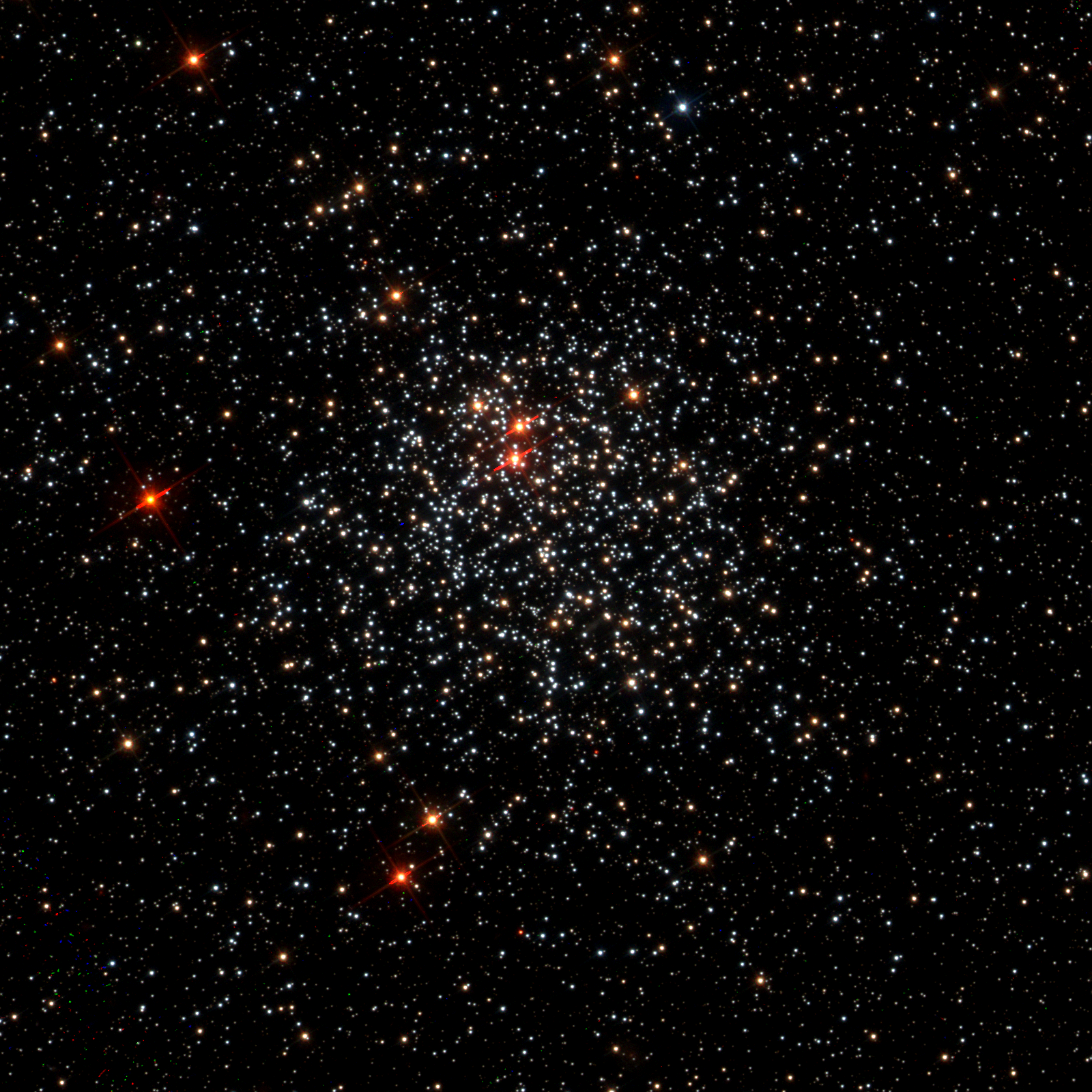
Hình ảnh chụp cụm sao NGC 1987 bởi Kính viễn vọng không gian Hubble.

Khi quan sát từ Trái Đất, Đám mây Magellan Lớn nằm chủ yếu trong giới hạn của chòm sao Kiếm Ngư, tuy nhiên cũng nằm một phần trong giới hạn của Sơn Án. Đám mây Magellan Lớn là một thiên hà vệ tinh của Ngân Hà cách Trái Đất khoảng 163.000 năm ánh sáng. W Mensae – một sao siêu khổng lồ vàng trắng bất thường thuộc lớp sao biến quang R Coronae Borealis hiếm gặp – cùng với HD 268835 – một sao cực siêu khổng lồ xanh được một đĩa bụi vòng quanh sao rộng lớn bao bọc – và R71 – một sao biến quang sáng phát ra ánh sáng xanh (luminous blue variable) đã sáng lên đột ngột vào năm 2012 với độ sáng gấp hơn một triệu lần Mặt Trời – là một số thiên thể đáng chú ý bên trong Đám mây Magellan Lớn (và nằm trong chòm sao Sơn Án khi quan sát từ Trái Đất). Ngoài ra trong Đám mây Magellan Lớn còn chứa một số cụm sao như NGC 1987, một cụm sao cầu với độ tuổi ước tính khoảng 600 triệu năm và chứa một lượng đáng kể các sao đỏ già, hay NGC 1848, một cụm sao mở có độ tuổi khoảng 27 triệu năm. Hầu hết các cụm sao mở đã được phát hiện trong Sơn Án chỉ có thể quan sát rõ ràng từ các kính viễn vọng lớn.
PKS 0637-752 là một chuẩn tinh xa Trái Đất có dịch chuyển đỏ là z = 0,651. Chuẩn tinh này là đối tượng quan sát đầu tiên của Kính thiên văn tia X Chandra (Chandra X-ray Observatory, CXO), một kính viễn vọng không gian của NASA. Những hình ảnh thu được cho thấy một luồng khí dài khoảng 330.000 năm ánh sáng. Chuẩn tinh PKS 0637-752 có thể được quan sát ở các bước sóng vô tuyến, quang (optical) và tia X.